# 瑞典同性婚姻
瑞典同性婚姻是指瑞典國會於2009年4月1日通過一項新的性別中立婚姻法案，瑞典同性婚姻法自2009年5月1日起正式生效。 原有伴侶登記法繼續有效，並且在當事人希望時，可透過書面申請或舉行公開儀式使其轉化為合法婚姻，令瑞典成為全世界第七個同性婚姻合法化的國家。

## 背景
2006年8月，國會相關委員會指出，現行的民事結合法案已經不合時宜，並建議政府允許完全的同性婚姻。
2007年1月，該委員會建議允許同性婚姻，个别官员同时警告说，宗教机构拥有具有法律约束力的证婚权利，如果他们反对同性婚姻，他们将没有资格再保有此项权利。
2007年3月，信義宗的瑞典教會宣佈批准同性婚姻。 教會也準備給予民事結合伴侶執行祝福。然而教會方面並未使用äktenskap（婚姻），因為教會認為這一詞彙是使用於男性與女性之間的婚姻。同年3月由前司法大臣Hans Regner所撰寫的政府報告在稍晚發表，報告中建議將婚姻延伸至包括同性伴侶在內。
在瑞典國會中同性婚姻合法獲得壓倒性多數的贊成，七個政黨中只有一個政黨表示反對。下面列表是表示瑞典國會各政黨在國會中的席次以及政治地位和對同性婚姻的態度立場：
| 政黨         | 立場 | 國會席次 | 政治地位     |
| ------------ | ---- | -------- | ------------ |
| 社會民主黨   | 贊成 | 130      | 反對黨       |
| 溫和聯合黨   | 贊成 | 97       | 執政聯盟領導 |
| 中央黨       | 贊成 | 29       | 執政聯盟成員 |
| 自由人民黨   | 贊成 | 28       | 執政聯盟成員 |
| 基督教民主黨 | 反對 | 24       | 執政聯盟成員 |
| 左翼黨       | 贊成 | 22       | 反對黨       |
| 綠色環境黨   | 贊成 | 19       | 反對黨       |

瑞典政府是由溫和黨、中央黨、自由人民黨以及基督民主黨所組成。当议会公布此项决议时，主管此项事务的瑞典司法部長给出了积极的回应。Beatrice Ask瑞典首相溫和黨黨魁弗雷德里克·賴因費爾特在LGBT權利上立場是自由派，他曾在1994年時投票贊成瑞典民事結合而當時其所屬的政黨立場是反對。不過政府一開始就此一議題並沒有一個明確的結論，由於聯合政府內部成員有不同的意見。社會民主黨領導表示如果政府在這議題上沒有一致意見，將會提前推動法案進入國會表決。
2007年10月初，綠黨、左翼黨和社民黨議員表示，他們將會以國會反對黨身份立場支持同性婚姻合法化。
2007年10月27日，執政聯盟領導的溫和黨正式地表示支持，這意味著國會中只剩下執政聯盟成員之一的基民黨，反對新法案讓同性婚姻合法。基民黨領導Göran Hägglund在瑞典的電台中表示：“我的立场是，我一直站在负责的一方，而婚姻是男人和女人的。...当和各党派讨论这个问题时，我们对各方的论点都会保持开放且敏感的态度，我们将继续寻找可能的路线，达成共识。”
2007年12月12日，瑞典教會組織准許綠光教會替同性伴侶在教堂舉行婚禮，不過教會仍建議「婚姻」一詞應該被限制使用在非同性伴侶上面。2008年初，在提出立法事宜前，政府就此事询问了他们的意见。 “婚姻和同性伴侣关系是平等的结合形式。因此瑞典教会领导阶层赞同提议将婚姻和同性伴侣关系立法并写进单独的法律中。” 教会发言人表示， 「根據瑞典教會領導階層表示『婚姻』這個字，不論如何都應該只能使用於一名男性與一名女性所組成的關係。」
2008年1月14日，兩名基民黨政黨領導成員反對該黨的立場，公開表態支持同性婚姻。
據報導顯示，政府將會在2008年初在國會提出同性婚姻的法案，然而他們並未提出該法案，可能是由於中-右翼的四黨聯合政府中的基民黨持反對意見，儘管他們只是唯一反對的政黨。在談判協商破裂失敗和面對國會最後通牒之後，2008年10月下旬，政府決定將法案交付國會進行自由表決，若法案通過，瑞典同性婚姻將於2009年5月1日合法化。
2009年1月21日該法案在瑞典國會以性別中立婚姻法案名義被提案進行表決。表決結果總共有261票贊成22票反對16票棄權。 法案4月1日在瑞典國會獲得通過並在5月1日正式生效。 該項法案獲得了除基民黨（聯合政府中的右翼小黨）以外所有政黨的支持。

## 法院訴訟

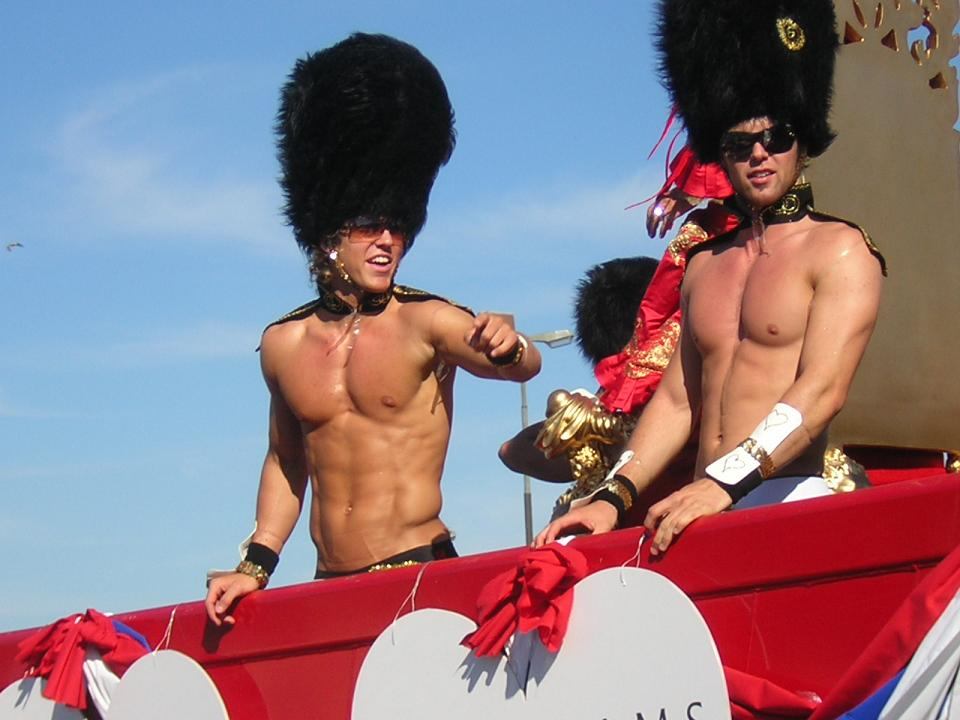
2006年瑞典首都斯德哥爾摩同性戀巡遊

2008年5月12日，媒體報導一對來自加拿大的同性伴侶，由於不滿瑞典政府拒絕承認他們的婚姻伴侶關係，因而向瑞典聯邦法院提出異議。 儘管初等法院－包括地區法院，拒絕受理這個案件，不過瑞典的最高法院，最高行政法院同意受理此一案件。這對伴侶爭辯表示他們的同性婚姻在加拿大得到法律承認，瑞典應該比照加拿大給予承認，儘管事實上在當時的瑞典法律上並沒有法律依據。
2008年12月18日，法院判決瑞典稅務局沒有違反任何法規，因為根據瑞典法律婚姻的定義是由一名男性和一名女性組成，並且將同性伴侶關係視為民事結合。

## 民意調查
由Angus Reid Global Monitor所辦理的歐盟整合化及其社會議題態度的調查中，發現瑞典是在同性婚姻議題中表示贊同比例第二高的國家。調查顯示有71%的瑞典民眾尊重未來可能的同性婚姻，有51%的瑞典民眾贊成同性伴侶領養子女。